# Elektronentransportketen

De elektronentransportketen in het mitochondrion. Elektronen uit NADH worden via drie eiwitcomplexen op zuurstof overgedragen. Tijdens het doorgeven pompen de eiwitcomplexen protonen (H^{+}-ionen) over het membraan, wat gebruikt kan worden om ATP te vormen.

De elektronentransportketen is een reeks van membraangebonden eiwitcomplexen die de overdracht van elektronen katalyseren, om zo protonen (H+-ionen) over een membraan te pompen. Elektronen, afkomstig uit energierijke stoffen, worden stapsgewijs door de keten doorgegeven, op basis van oplopende elektronegativiteit. Tijdens dit doorgeven worden er H+-ionen over het membraan getransporteerd, iets waarmee energie kan worden gegenereerd. De elektronentransportketen is opgebouwd uit grote enzymen en enkele kleine elektronendragers, zoals ubichinon en cytochromen.
Het doel van een elektronentransportketen is het aanleggen van een gradiënt van protonen. De energie die in dit gradiënt is opgeslagen, zal gebruikt worden om adenosinetrifosfaat (ATP) te produceren door middel van het enzym ATP-synthase. Bij aerobe organismen eindigt de stroom van elektronen met zuurstof (O2). Bij anaerobe organismen worden andere elektronenacceptoren gebruikt, zoals nitraat.
In eukaryoten bevindt de elektronentransportketen zich in de binnenste membranen van mitochondriën. Binnen mitochondriën worden voedingsstoffen verbrand (onder andere in de citroenzuurcyclus) en daarbij ontstaat het energierijke molecuul NADH. Deze levert zijn elektronen aan het eerste eiwitcomplex in de keten (Complex I). In fotosynthetiserende organismen, zoals planten, bevindt zich een elektronentransportketen in de chloroplast. Energie uit licht wordt hier gebruikt om elektronen uit water te splitsen. Bij bacteriën en archaea bevinden de elektronentransportketens zich in het plasmamembraan. 

## In mitochondriën
De meeste eukaryotische cellen beschikken over mitochondriën, grote organellen die ATP produceren uit producten van de citroenzuurcyclus, zoals NADH en FADH2. Binnen een mitochondrion bevindt zich een sterk geplooid membranenstelsel. Hierin zijn de elektronentransportketens ingebed. Hoog-energetische elektronen uit NADH en FADH2 worden aan het eerste eiwitcomplex gegeven, en vervolgens stapsgewijs doorgegeven. Bij elke doorgeefstap (elke redoxreactie) worden waterstofionen over het membraan gepompt, waardoor een zogenaamd gradiënt ontstaat dat gebruikt zal worden om energie te genereren.

De elektronentransportketen in een mitochondrion. NADH en succinaat, twee producten uit de citroenzuurcyclus, worden gebruikt als elektronendonor. Terwijl deze elektronen door de keten bewegen, worden H+ionen over het membraan gepompt, waaruit energie (ATP) kan worden gemaakt.

De elektronentransportketen bestaat uit een reeks van redox-actieve enzymcomplexen. Elk enzym geeft zijn elektronen door aan een iets elektronegatievere acceptor, die op zijn beurt deze elektronen weer aan een andere acceptor doorgeeft, een proces dat doorgaat totdat elektronen worden doorgegeven aan zuurstof (O2), de meest elektronegatieve en terminale elektronenacceptor in de keten.
Elektronen worden tussen de enzymcomplexen geshutteld door de mobiele elektronendragers ubichinon en cytochroom c om de elektronentransportketen te voltooien. Het volledige pad van de elektronenstroom is NADH → NADH-dehydrogenase → ubichinon → cytochroom-c-reductase → cytochroom c → cytochroom-c-oxidase → zuurstof.

### Oxidatieve fosforylering
Bij iedere overdrachtsstap in de elektronentransportketen komt een beetje energie vrij. Deze energie wordt gebruikt om protonen (H+-ionen) over het mitochondriale membraan te transporteren, zodat een protonengradiënt wordt aangelegd. Dit is een onevenwichtige thermodynamische toestand: het aangelegde gradiënt wordt ook wel een proton-motive force genoemd. De positief geladen protonen hebben de 'neiging' terug te stromen naar de negatief geladen matrix (binnenruimte). Alleen via het eiwitcomplex ATP-synthase kan die terugstroom plaatsvinden. Bij de passage van drie protonen wordt genoeg energie geleverd om ATP te vormen uit ADP en een losse fosfaatgroep. Het hele proces – de elektronentransportketen tot aan zuurstof en terugstroom van protonen via ATP-synthase – noemt men oxidatieve fosforylering.

## In chloroplasten

De elektronentransportketen in de chloroplast: nodig voor de eerste reacties van de fotosynthese. Energie uit licht wordt hier gebruikt om elektronen te splitsen uit water.

In planten, cyanobacteriën en andere levensvormen die gebruikmaken van fotosynthese voor hun energieproductie, verloopt de vorming van ATP op een vergelijkbare manier als in mitochondriën. Ook in de binnenmembranen van chloroplasten (de thylakoïden) bevindt zich een hiervoor gespecialiseerde elektronentransportketen. Een fundamenteel verschil is de eerste elektronendonor. Deze wordt niet uit voedingsstoffen gewonnen, maar wordt onder invloed van zonlicht gemaakt: hoog-energetische elektronen worden in fotosysteem II vrijgemaakt uit een watermolecuul. Bij de splitsing van water komt zuurstof vrij als bijproduct.
De elektronentransportketen in de chloroplast heeft een iets andere opbouw dan die in het mitochondrion. De eiwitcomplexen worden fotosystemen genoemd. In fotosysteem II ligt het lichtopvangsysteem (met chlorofyllen en andere pigmenten). Hier worden elektronen uit water gehaald. In fotosysteem I wordt NADP omgezet in energierijk NADPH. Elektronen worden tussen de fotosystemen geshuffeld door fyllochinon en plastochinon. Het genereren van ATP door middel van het protonengradiënt in thylakoïden wordt fotofosforylering genoemd.
Het eiwitcomplex dat verantwoordelijk is voor het transport van protonen over het thylakoïdemembraan lijkt sterk op Complex III in mitochondriën. Gelijkenissen tussen de elektronentransportketens van chloroplasten en mitochondriën wordt verklaard door de endosymbiosetheorie: beide organellen stammen af van bacteriën.

### Cyclische elektronenstroom
Fotosysteem I kan onafhankelijk van fotosysteem II functioneren. Tijdens de cyclische elektronenstroom wordt het elektron niet overdragen op NADP, maar teruggevoerd naar een acceptor ergens tussen fotosysteem II en I. Hierdoor zal het elektron opnieuw naar fotosysteem I gaan en nogmaals protonen over het membraan transporteren, waardoor extra ATP kan worden gemaakt: de cyclische fotofosforylering. Er zijn aanwijzingen dat de eerste fotosynthetiserende organismen alleen over fotosysteem I beschikten, en dus enkel op basis van dit mechanisme ATP konden aanmaken. Later in de evolutie kwam fotosysteem II erbij.

## Bacteriële elektronentransportketens
Het vermogen van bacteriën om in veel verschillende omgevingen te leven en zich snel aan te passen aan veranderende milieufactoren, komt onder meer voort uit de diversiteit en flexibiliteit van hun elektronentransportketens. Net als in mitochondriën en chloroplasten wordt het doorgeven van elektronen in bacteriën ook gekoppeld aan transport van protonen, ditmaal over het celmembraan. Hiermee kan de bacterie inwendig ATP aanmaken, maar bijvoorbeeld ook zijn flagel laten draaien en afvalstoffen wegpompen.

### Elektronendonor
Hoewel bacteriële elektronentransportketens zeer divers zijn in opbouw, hebben ze allemaal een modulaire architectuur. Dit wil zeggen dat ze bestaan uit redox-actieve eiwitcomplexen (dehydrogenasen, chinonen, cytochromen, etc) die elektronen stapsgewijs doorgeven. In de huidige biosfeer zijn de meest voorkomende elektronendonoren organische moleculen. De organotrofe bacterie E. coli kan bijvoorbeeld elektronen halen uit NADH, succinaat en lactaat. Sommige bacteriën kunnen ook anorganische stoffen als energiebron gebruiken. Dergelijke organismen wordt een lithotroof genoemd. Voorbeelden van anorganische elektronendonoren zijn waterstof, koolmonoxide, ammoniak, nitriet, sulfide en ferroxiden.

### Chinonen

Ubichinon, een mobiele elektronendrager die in bacteriën en mitochondriën veel wordt gebruikt om elektronen van complex naar complex over te brengen.

Chinonen zijn kleine, vetoplosbare moleculen die vaak in het binnenmembraan voorkomen. Ze hebben als functie om elektronen te dragen en deze van eiwitcomplexen naar eiwitcomplex over te brengen (shuffelen). Bacteriën gebruiken meestal ubichinon, en soms enkele verwante chinonen zoals menachinon (vitamine K2). De bacterie E. coli gebruikt ubichinon om elektronen naar het laatste eiwitcomplex (de terminale oxidase) te transporteren tijdens aërobe ademhaling. Voor de elektronentransport naar reductasen worden vooral naftochinonen (menachinon en dimethylmenachinon) gebruikt.

### Elektronenacceptor
Omdat zuurstof (O2) een veelvoorkomend en zeer elektronegatief molecuul is, wordt het door vrijwel alle aerobe organismen gebruikt als terminale elektronenacceptor. Bij de overdracht van een elektron op O2 wordt water gevormd. Deze omzetting is energenetisch gezien zeer gunstig en produceert veel vrije energie. Bacteriën die niet in zuurstofrijke omgevingen kunnen leven, maken gebruik van andere elektronenacceptoren, zoals nitriet, nitraat, sulfaat, stikstofoxiden, ijzerverbindingen en kleine organische moleculen zoals fumaraat.
Bij bacteriën in aërobe omgevingen groeien, wordt de terminale elektronenacceptor (O2) gereduceerd tot water door een enzym dat een oxidase wordt genoemd. Bij bacteriën in anaërobe omgevingen groeien, wordt de terminale elektronenacceptor gereduceerd door een enzym dat een reductase wordt genoemd.